# Kim Williams
Kimberley Williams, detta Kim (Chicago, 14 ottobre 1974), è un'ex cestista statunitense, professionista nella WNBA.

## Carriera
È stata selezionata dalle Utah Starzz al quarto giro del Draft WNBA 1997 (28ª scelta assoluta).